# The Great Red Spot
The Great Red Spot (в переводе с англ. — «Большое Красное Пятно») — третий студийный альбом московской группы Silence Kit, вышедший в 2007 году.

## Об альбоме
Запись была начата 2005 году, но была прервана из-за смерти виолончелиста Ярослава Ковалева. The Great Red Spot единственный полностью гитарный альбом Silence Kit. Как и предыдущая работа, альбом состоит из нескольких больших композиций.
К 2007 году ставший уже чем-то совершенно заурядным, пост-рок, начал претерпевать значительные видоизменения за счёт влияния пост хардкора. Наряду с англичанами Youthmovie soundtrack Strategies и американцами From monument to masses музыканты Silence kit делали шаг навстречу другой музыке. В общем и целом альбом был принят хорошо. Возможно от Silence Кіt и ждали пост-рока старой школы, но группа сделала всё возможное, чтобы отбросить клише и стать авторами своей собственной музыки.

## Песни
Открывающая композиция Apple уже несла в себе все те коды, которые были в предыдущем альбоме. Начинаясь почти по Pavement’овски и к середине всё больше и больше обрастая постиндустриальным, дроун нойзом Silence Kit сумели прыгнуть на совершенно другую тяжеловесную, платформу пост-хардкора. Ранее этот переход уже был слышен ещё со времён Pieonear, но здесь это проглядывается совершенно очевидно. Silence Kit резко раздвинули рамки своего пост-рок прошлого и искусно вплели новую яростную волну в свою музыку.
Вторая композиция Venus как раз являет собой образец ранних Silence Kit: спокойная инструментальная пост-рок/спейс-рок композиция, пронизанная космической тоской баллада, которая своей задумчивой певучестью подготавливает к ядру альбома
The Great Red Spot.
К 30 минуте прослушивания альбома, открывается сама изнанка Silence Kit 2005 — 2007 года. Постоянно меняющееся настроение от полного эмбиент штиля до хардкор шторма создаёт атмосферу восторженного отчаяния, от которого перехватывает дыхание группы. Пожалуй эта композиция стала самой откровенной и правдивой за всё творчество Silence Kit.
Aurora Borealis, последняя глава из истории The Great Red Spot- заключительный трек, ставший саундтреком к мультфильму «Межпланетная революция», с первых секунд обнажает свою горькую начинку и аккуратно подводит к заключающей коде композиции и альбома. Потрясающая способность группы органично смешивать различные по динамике и настроению части музыкального полотна здесь проявляются в высшей степени. Заканчивается альбом фразой из фильма «Диллинджер» 1973 года про «тяжёлые времена» ("Well, Depression. Think So Hard" - "Yeah, Hard Times").

## Список композиций
1. Apple — 13.07
2. Venus — 8.30
3. The Great Red Spot — 23.23
4. Aurora Borealis — 10.03